# Daphne Oram
Daphne Blake Oram (31 de dezembro de 1925 - 5 de janeiro de 2003) foi uma compositora e musicista eletrônica britânica. Ela foi uma das primeiras compositoras britânicas a produzir sons eletrônicos e uma das primeiras praticantes da música concreta no Reino Unido. Como co-fundadora da BBC Radiophonic Workshop, foi fundamental para o desenvolvimento da música eletrônica britânica. Seu trabalho (não creditado) na trilha sonora do filme de 1961The Innocents foi pioneiro na trilha sonora eletrônica.
Oram foi a criadora da técnica Oramics, que gerava sons eletrônicos usando som desenhado. Além de inovadora musical, ela foi a primeira mulher a dirigir e montar de forma independente um estúdio pessoal de música eletrônica, e a primeira mulher a projetar e construir um instrumento musical eletrônico. Em seu livro An Individual Note of Music, Sound and Electronics (1971), ela explorou ideias filosóficas relacionadas à física do som.

## Infância e educação
Oram nasceu em 31 de dezembro de 1925 em Wiltshire, Inglaterra, filha de James e Ida Oram. Aluna da Sherborne School for Girls, ela aprendeu desde cedo piano e órgão, bem como composição musical. Seu pai era o presidente da Sociedade Arqueológica de Wiltshire na década de 1950. A casa em que Oram passou sua infância ficava a 16 quilômetros dos círculos de pedra de Avebury e 32 quilômetros de Stonehenge.

## Carreira

### Trabalho na BBC
Em 1942, Oram recebeu uma oferta de vaga no Royal College of Music, mas em vez disso assumiu o cargo de engenheira de estúdio júnior e "balanceadora musical" na BBC. Uma de suas responsabilidades no trabalho era "seguir" concertos ao vivo com uma versão pré-gravada, para que a transmissão continuasse caso fosse interrompida por "ação inimiga". Suas tarefas também incluíam criar efeitos sonoros para programas de rádio e mixar os volumes das transmissões. Durante esse período, ela tomou conhecimento das inovações na área do som sintetizado, e começou a experimentar com gravadores de fita. Sabe-se que ela ficava muitas vezes depois do expediente, realizando experimentos com gravadores até tarde da noite. Ela gravava sons na fita e depois cortava, emendava e fazia loops, desacelerava, acelerava e reproduzia ao contrário.
Ela também se dedicou na década de 1940 à composição, realizando dentre outras uma obra orquestral intitulada Still Point. Esta era uma inovadora peça para toca-discos, "orquestra dupla" e cinco microfones. Muitos consideram Still Point a primeira composição a combinar orquestração acústica com manipulação eletrônica ao vivo. Rejeitada pela BBC e nunca tocada ao vivo, Still Point permaneceu inédita por 70 anos, até que em 24 de junho de 2016 Shiva Feshareki e a Orquestra Contemporânea de Londres executaram-na pela primeira vez. Após a descoberta da partitura finalizada, uma versão revisada de Still Point estreou no The Proms em Londres em 23 de julho de 2018, tocada pelos compositores Shiva Feshareki e James Bulley -- que concretizaram a composição seguindo as notas de Oram -- junto à Orquestra Contemporânea de Londres.
Na década de 1950, Oram foi promovida a gerente de estúdio. Após uma viagem aos estúdios da RTF em Paris, ela começou a fazer campanha para que a BBC providenciasse instalações de música eletrônica, de modo a possibilitar a criação de sons usando técnicas eletrônicas e concretas e usá-los na programação da emissora. Em 1957 Oram foi contratada para compor para a peça teatral Amphitryon 38. Ela criou esta peça usando um oscilador de onda senoidal, um gravador de fita e alguns filtros que ela mesma projetou, produzindo assim a primeira trilha sonora totalmente eletrônica na história da BBC. Junto com Desmond Briscoe, também músico eletrônico e colega na BBC, ela começou a receber encomendas para vários outros trabalhos, inclusive uma grande produção de All That Fall (1957) de Samuel Beckett. Como a demanda por esses sons eletrônicos cresceu, a BBC deu a Oram e Briscoe um orçamento no início de 1958 para montar a BBC Radiophonic Workshop, da qual ela foi a primeira gerente de estúdio. A oficina se dedicava à criação de efeitos sonoros e músicas-tema para toda a programação da emissora, incluindo a série de ficção científica Quatermass and the Pit (1958–59) e "Major Bloodnok's Stomach" para a série de comédia de rádio The Goon Show.
Em outubro de 1958, Oram foi enviada pela BBC para as "Journées Internationales de Musique Expérimentale" na Feira Mundial de Bruxelas (onde Edgard Varèse apresentou seu Poème électronique). Depois de ouvir alguns dos trabalhos produzidos por seus contemporâneos e frustrar-se com a recusa constante do departamento de música da BBC em valorizar a composição eletrônica, ela decidiu se demitir da emissora menos de um ano após a abertura do Workshop, na esperança de aprimorar suas técnicas por conta própria.
Em 1965, Oram produziu Pulse Persephone para a exposição Treasures of the Commonwealth na Royal Academy of the Arts.

### Cinema
Oram criou os sons eletrônicos que se destacam na trilha sonora do filme Dr. No (1962)  extraindo-os de sua peça de seis minutos chamada Atoms in Space, mas não foi creditada. Esses sons foram usados nos filmes de James Bond até Goldfinger (1964). Oram também acrescentou sons à trilha sonora de Snow (1963), documentário curta-metragem de Geoffrey Jones. Após o sucesso de Snow, ela voltou a trabalhar com Jones e recebeu o crédito de Tratamento Eletrônico (da música) em Rail (1967).

### Oramics
"Entraremos em um estranho mundo onde compositores irão se misturar com capacitores, computadores controlarão ritmos e, talvez, a memória, a música e o magnetismo nos levarão em direção àmetafísica."— Daphne Oram, An Individual Note of Music, Sound and Electronics (1971)
Logo após deixar a BBC em 1959, Oram começou a montar seus estúdios Oramics para composição eletrônica na Tower Folly, uma antiga fornalha para cervejaria em Fairseat, perto de Wrotham, Kent.
A Oramics é uma técnica de som desenhado que consiste em desenhar diretamente sobre uma película de 35 mm. As formas e desenhos gravados no filme são lidos por células fotoelétricas e transformados em sons. De acordo com Oram, "toda nuance, toda sutileza de fraseado, toda gradação de tom ou inflexão de altura deve ser possível apenas com uma mudança na forma da escrita." A inovadora técnica Oramics, com sua flexibilidade de controle sobre as nuances do som, foi uma abordagem totalmente nova para a produção musical. A pressão financeira obrigava Oram a manter seus trabalhos de compositora comercial, e seu trabalho no sistema Oramics abrangia uma gama maior do que o Radiophonic Workshop. Ela compôs não só para rádio e televisão, mas também para teatro, curtas-metragens comerciais, instalações sonoras e exposições. Entre os trabalhos do estúdio também há sons eletrônicos para o filme de terror The Innocents (1961), de Jack Clayton, peças para concerto, incluindo Four Aspects (1960), e parcerias com a compositora de ópera Thea Musgrave e com Ivor Walsworth.
Em fevereiro de 1962, ela recebeu uma bolsa de £3.550 (equivalentes a £81.000 em 2021) da Fundação Gulbenkian para apoiar o desenvolvimento do sistema Oramics. Uma segunda bolsa Gulbenkian, de £1.000, foi concedida em 1965. A primeira composição de som totalmente desenhada usando a máquina, com o título "Contrasts Essonic", foi gravada em 1963. À medida que a pesquisa Oramics evoluiu, o foco de Oram voltou-se para as sutis nuances e interações entre os parâmetros sonoros. Nesta fase do projeto, ela dedicou sua pesquisa ao comportamento não-linear do ouvido humano e à forma como o cérebro apreende o mundo. Ela usou a Oramics para estudar fenômenos vibracionais, divididos em "Oramics comercial" e "Oramics místico". Em suas notas, Oram definiu Oramics como "o estudo do som e sua relação com a vida".
Nos anos 1980, Oram trabalhou no desenvolvimento de uma versão em software do Oramics para o computador Acorn Archimedes, com o dinheiro de uma doação feita pela fundação RVW (Ralph Vaughan Williams). Ela desejava continuar sua pesquisa em "Oramics místico", mas a falta de financiamento impediu que este projeto fosse totalmente realizado.

## Obras escritas
Ao longo de sua carreira, Oram realizou falas sobre música eletrônica e técnicas de estúdio. Seu livro An Individual Note of Music, Sound and Electronics (1971) investiga de maneira filosófica a física do som e o surgimento da música eletrônica. Uma nova edição foi publicada em dezembro de 2016.
No final dos anos 1970, Oram começou um segundo livro, que sobreviveu em manuscrito, intitulado The Sound of the Past - A Resonating Speculation. Neste texto, ela especula sobre a acústica arqueológica e apresenta uma teoria sustentada em pesquisas sugerindo que montes com câmaras neolíticos, bem como locais antigos como o Stonehenge e a Grande Pirâmide do Egito, foram usados como ressonadores. Oram disse que sua pesquisa sugere que os antigos podem ter possuído um aguçado conhecimento sobre as propriedades do som na comunicação de longa distância.

## Morte
Nos anos 1990, Oram sofreu dois derrames e foi obrigada a parar de trabalhar, mudando-se posteriormente para uma casa de repouso. Ela morreu em 5 de janeiro de 2003 aos 77 anos

## Arquivo
Após a morte de Oram, um grande arquivo de sua obra foi entregue ao compositor Hugh Davies. Quando ele morreu, em 2005, esse material foi passado para a Sonic Arts Network. Em 2008, o arquivo foi para a Goldsmiths, University of London e agora é mantido dentro das coleções e arquivos especiais da Goldsmiths na biblioteca, onde fica aberto para acesso público e pesquisa contínua. O lançamento do arquivo foi celebrado com um simpósio e uma série de concertos no Southbank Centre. Uma das apresentações consistiu em versões retrabalhadas do material da coleção pelo artista de colagem musical People Like Us .
Em 2007, foi lançada uma compilação de suas músicas, intitulada Oramics.
Em 2008, um documentário da BBC Radio 3 sobre a vida de Oram foi transmitido como parte do Sunday Feature, intitulado Wee Have Also Sound-Houses .  

## Legado
O trabalho de Oram no Radiophonic Workshop também ajudou a abrir caminho para Delia Derbyshire, que chegou à BBC em 1960 e mais tarde foi co-criadora da música-tema original de Doctor Who .
Ela promoveu a filosofia musical em seus escritos e se dedicou a considerar o elemento humano em conexão com o som e as frequências ressonantes. Em seu manuscrito inacabado The Sound of the Past, a Resonating Speculation, ela postula que diversas civilizações antigas teriam feito essa conexão de maneira altamente complexa. Em uma carta a Sir George Trevelyan, Oram disse ter a esperança de que seu trabalho diverso com a Oramics plantasse sementes que viriam a amadurecer no século XXI.
O edifício Daphne Oram Creative Arts Building, na Canterbury Christ Church University, foi inaugurado em 2019.

### Homenagem no programaClick
Em sua primeira edição de 2012, o programa de televisão Click, da BBC, focado em tecnologia, exibiu uma reportagem sobre Daphne Oram e seu sintetizador, por ocasião da exibição da Oramics Machine em três partes no Science Museum, em Londres, durante uma exposição sobre a história da música eletrônica que durou um ano. A reportagem mostrava a máquina sendo instalada num grande armário para ser exibida, e explicava que não era mais possível tocá-la devido ao seu estado frágil. No entanto, foi criada uma versão interativa e virtual da máquina, que permite aos visitantes criar suas próprias composições. O programa mostrou imagens de arquivo de Oram descrevendo o processo do que se tornou a Oramics, além de mostrá-la 'desenhando' a música e, em seguida, tocando sua máquina. A matéria foi totalmente positiva e a descreveu como uma 'heroína desconhecida' da música eletrônica.

### Daphne Oram's Wonderful World of Sound
Daphne Oram's Wonderful World of Sound é uma peça sobre a vida e a carreira de Oram. Foi apresentada por Blood of the Young e Tron Theatre. A peça estreou em Glasgow em 9 de maio de 2017 e percorreu a Escócia entre maio e junho de 2017; foi escrita por Isobel McArthur e dirigida por Paul Brotherston, com trilha sonora executada ao vivo por Anneke Kampman, artista sonora escocesa.

### The Oram Awards
O Oram Awards ("Prêmios Oram") foi lançado pela PRS Foundation e pelo New BBC Radiophonic Workshop para celebrar "artistas emergentes nas áreas de música, som e tecnologias relacionadas, em homenagem a Daphne Oram e outras mulheres pioneiras na música e no som". O evento inaugural dos Oram Awards ocorreu em 3 de julho de 2017 no Turner Contemporary em Margate, como parte do Oscillate Festival of Experimental Music And Sound. Duas artistas receberam a maior recompensa de £ 1.000, enquanto seis outras mulheres inovadoras receberam £ 500.

## Discografia
- "Electronic Sound Patterns" (1962), single,[37] também incluído em Listen, Move and Dance Volume 1 do mesmo ano com trabalho de Vera Gray[38]
- Oramics (2007), compilação pelo selo Paradigm Discs[39]
- "Spaceship UK: The Untold Story of the British Space Programme" (2010), single promocional de 7" split com Belbury Poly[40]
- Private Dreams and Public Nightmares (2011), álbum de remixes de Andrea Parker e Daz Quayle pelo Aperture[41]
- The Oram Tapes: Volume 1 (2011), compilação pelo selo Young Americans[42]
- Sound Houses (2014), álbum de remixes de Walls[43]
- Pop Tryouts (2015), mini álbum em cassete e download pelo selo Was Ist Das? [44]

## Publicação
- Oram, Daphne (1972). An Individual Note - of music, sound and electronics. London: Galliard. ISBN 0852491093

Segunda edição, 2016, Anomie PublishingISBN 978-1910221112
Terceira edição, 2020, The Daphne Oram Trust e Anomie Publishing